# Cabin in the Sky
Cabin in the Sky is een Amerikaanse zwart-witfilm uit 1943, gebaseerd op de gelijknamige Broadway-musical van Harold Arlen en Vernon Duke uit 1940. 
De film is opmerkingswaard vanwege het gegeven dat het een van de weinige vroege films is met een geheel zwarte (Afrikaans-Amerikaanse) rolbezetting, dat het de eerste (hoofd)film is die geregisseerd werd door Vincente Minnelli en vanwege persoonlijke optredens van Louis Armstrong en Duke Ellington. 
De film is opgenomen tijdens de Tweede Wereldoorlog en vertelt een ongecompliceerd verhaal over de strijd tussen goed en kwaad. De mens kan het goede doen: naar de kerk gaan, religieuze liederen zingen, en vooral: bidden tot de Here. De mens kan het kwade doen: gokken of zich opdoffen en naar nachtclubs gaan waar jazzmuziek gespeeld wordt. De hogere machten proberen mensen hierbij te beïnvloeden: de krachten van het goede, in witte uniformen, georganiseerd zoals een leger, en de krachten van het boze, in zwarte uniformen, werkend vanuit een kantoor. Aan het eind van een mensenleven wordt het grootboek opgemaakt: de ziel gaat naar de hemel of de hel.

## Verhaal
In een dorp in het zuiden van de Verenigde Staten woont Little Joe (Eddie "Rochester" Anderson), een gokverslaafde. Zijn vrouw Petunia (Ethel Waters) probeert hem zonder succes op het rechte pad te houden. Wanneer hij in plaats van op zondag naar de kerk te gaan gaat dobbelen op café, wordt hij doodgeschoten.
Dankzij een gebed van Petunia mag Little Joe terugkeren naar de aarde en krijgt hij een kans om zijn leven te beteren. Diverse verwikkelingen volgen. Uiteindelijk ontwaakt Little Joe uit wat blijkbaar slechts een droom was, en draagt Petunia op om zijn dobbelstenen te verbranden.

## Rolverdeling
| Acteur                     | Personage                   |
| -------------------------- | --------------------------- |
| Ethel Waters               | Petunia Jackson             |
| Eddie "Rochester" Anderson | Joseph "Little Joe" Jackson |
| Lena Horne                 | Georgia Brown               |
| Rex Ingram                 | Lucifer jr./Lucius Ferry    |
| Kenneth Spencer            | The General/Reverend Greene |
| John William Sublett       | Domino Johnson              |
| Louis Armstrong            | helper van Lucifer jr.      |
| Duke Ellington             | zichzelf                    |

## Productie
De musical Cabin in the Sky van Harold Arlen en Vernon Duke ging in première op Broadway op 25 oktober 1940. Ethel Waters en Rex Ingram waren er toen al bij.
In 1943 maakte MGM de filmversie van deze musical met uitsluitend zwarte acteurs, wat een financieel risico inhield aangezien sommige bioscopen films met zwarte acteurs in de hoofdrol weigerden.
De scène met de tornado is overgenomen van materiaal geschoten voor The Wizard of Oz.
De naam Georgia Brown verwijst naar het liedje Sweet Georgia Brown, een jazzstandard uit 1925 van Ben Bernie en Maceo Pinkard over een verleidelijke jonge vrouw.

## Muziek
De meeste liedjes werden geschreven door Harold Arlen en Vernon Duke. Duke Ellington speelt een zelfgeschreven nummer aan de piano met zijn orkest. Happiness Is a Thing Called Joe werd genomineerd voor de Academy Award voor Beste Originele Nummer. Taking a Chance on Love werd een jazzstandard.
- Li'l Black Sheep (Arlen), Ethel Waters en koor
- Old Ship of Zion (traditional), koor
- Happiness is a Thing Called Joe (Arlen), Ethel Waters
- Cabin in the Sky (Duke), Ethel Waters en Eddie "Rochester" Anderson
- Taking a Chance on Love (Duke), Ethel Waters en Eddie "Rochester" Anderson
- Life Is Full of Consequence (Arlen), Eddie "Rochester" Anderson en Ethel Waters
- Going Up (Duke Ellington), instrumentaal nummer door Duke Ellington en zijn orkest
- Shine (Ford Dabney), John William Sublett
- Honey in the Honeycomb (Duke), eerst door Lena Horne, dan door Ethel Waters

Eén liedje werd uit de film geknipt: Ain't It the Truth (Arlen). Het werd gezongen door Lena Horne in een bubbelbad, en werd als te pikant gezien voor die tijd. Het fragment is wel te zien in de korte documentaire Studio Visit uit 1946. en in de documentaire That's Entertainment! III uit 1994. Van hetzelfde liedje maakte ook Louis Armstrong een opname, maar ook deze werd eruit geknipt. Van Louis Armstrong is alleen een korte trompetsolo te zien en een stukje dialoog.